# Курашов, Даниил Юрьевич
Даниил Юрьевич Курашов (род. 13 апреля 1998, Мытищи, Московская область) — российский хоккеист, защитник.

## Биография
Воспитанник мытищинского «Атланта», первый тренер Геннадий Курочкин, в сезоне 2014/15 играл в Открытом чемпионате Москвы среди юношей за московский «Спартак». Да ярмарке юниоров КХЛ 2015 года был выбран под № 75 клубом «Адмирал». Сезон 2016/17 провёл в команде МХЛ «Сахалинские акулы». В сезонах 2016/17 — 2017/18 сыграл 62 матча в КХЛ. 1 мая 2018 года покинул «Адмирал» и 29 мая перешёл в «Ак Барс». Сезон-2018/19 провёл в команде ВХЛ «Барс», также сыграл два матча за «Ирбис» в МХЛ. Сезон-2019/20 начал в чемпионате Казахстана в фарм-клубе «Сарыарки» «Темиртау». 20 ноября 2020 года подписал арендное соглашение с клубом ВХЛ «Ижсталь». 5 августа 2020 года продлил контракт с «Сарыаркой», 19 августа снова подписал соглашение с «Ижсталью». 23 ноября «Ижсталь» расторгла контракт. В январе 2021 года провёл два матча за «Ростов».
Выступал в чемпионате Латвии за «Динабург», в чемпионате Польши за «Торунь» (оба — 2021/22), в чемпионате Казахстана за «Хумо» Ташкент (2022/23).